# Acanthize à croupion beige
Espèce
Statut de conservation UICN

 LC  : Préoccupation mineure
L'Acanthize à croupion beige (Acanthiza reguloides) est une espèce de passereaux appartenant à la famille des Acanthizidae. 

## Répartition
Cet oiseau est endémique d'Australie.

## Sous espèces
D'après Alan P. Peterson, il existe quatre sous-espèces :
- Acanthiza reguloides australis (North) 1904 ;
- Acanthiza reguloides nesa (Mathews) 1920 ;
- Acanthiza reguloides reguloides Vigors & Horsfield 1827 ;
- Acanthiza reguloides squamata De Vis 1889.